# Dommartin-le-Saint-Père
Dommartin-le-Saint-Père ist eine französische Gemeinde mit 273 Einwohnern (Stand: 1. Januar 2022) im Département Haute-Marne in der Region Grand Est (vor 2016 Champagne-Ardenne). Die Gemeinde gehört zum Arrondissement Saint-Dizier, zum Kanton Joinville und zum Gemeindeverband Bassin de Joinville en Champagne. Die Einwohner werden Dommartinois genannt.

## Geographie
Dommartin-le-Saint-Père liegt etwa 26 Kilometer südlich von Saint-Dizier am Fluss Blaise. Umgeben wird Dommartin-le-Saint-Père von den Nachbargemeinden Bailly-aux-Forges im Norden, Dommartin-le-Franc im Nordosten, Courcelles-sur-Blaise im Osten und Nordosten, Baudrecourt im Osten und Südosten, Doulevant-le-Château im Süden, Sommevoire im Westen sowie Mertrud im Westen und Nordwesten.
Durch die Gemeinde führt die frühere Route nationale 60.

## Bevölkerungsentwicklung
| Jahr                       | 1962 | 1968 | 1975 | 1982 | 1990 | 1999 | 2006 | 2018 |
| -------------------------- | ---- | ---- | ---- | ---- | ---- | ---- | ---- | ---- |
| Einwohner                  | 473  | 427  | 381  | 337  | 298  | 275  | 279  | 277  |
| Quellen: Cassini und INSEE |      |      |      |      |      |      |      |      |

## Persönlichkeiten
- Armand Jean d’Allonville (1732–1811), Kavalleriegeneral